# رحلة فضائية

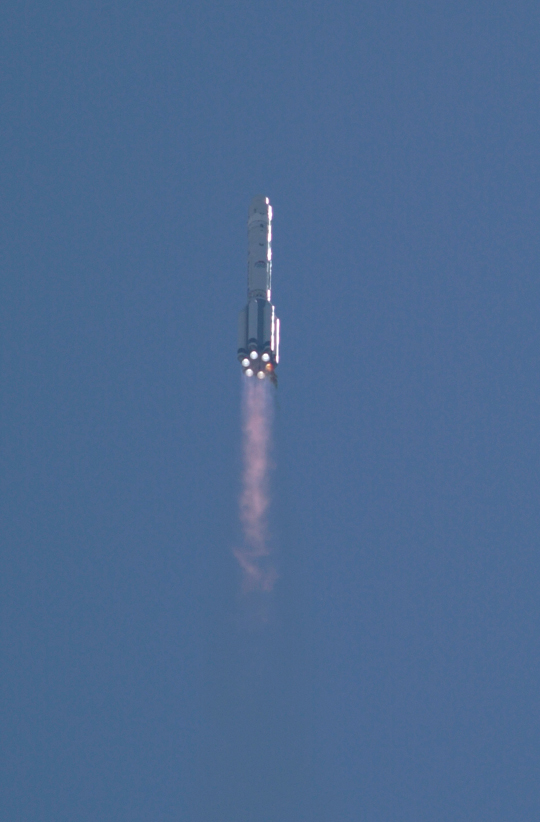
الصاروخ بورتون متوجها لمحطة الفضاء الدولية

الرحلة الفضائية أو السفر إلى الفضاء هي رحلة بالستية إلى الفضاء الخارجي. يوجد نوعان من الرحلات الفضائية، مأهولة أو غير مأهولة. كان يوري جاجارين من الاتحاد السوفييتي أول إنسان يقوم برحلة فضائية. تتضمن الأمثلة على الرحلات الفضائية المأهولة برنامج أبولو الأمريكي للهبوط على القمر، وبرامج رحلات المكوك الفضائي، وبرنامج سايوز الروسي لرحلات الفضاء، بالإضافة إلى محطة الفضاء الدولية حاليًا. وتتضمن الأمثلة على الرحلات الفضائية غير المأهولة المسابر الفضائية التي تغادر مدار الأرض، بالإضافة إلى الأقمار الاصطناعية التي تدور حول الأرض، مثل أقمار الاتصالات الاصطناعية. تُدار الرحلات إما عن طريق التحكم نصف الآلي (تيلي روبوتيكس) أو تكون مستقلة بالكامل.
تُستخدم الرحلات الفضائية في الاستكشاف الفضائي، وفي النشاطات التجارية أيضًا مثل السياحة الفضائية، وأقمار الاتصالات الاصطناعية. بالإضافة لذلك، تُستخدم الرحلات الفضائية في أغراض غير تجارية مثل الأرصاد الفضائية، وأقمار الاستطلاع (التجسس) الفضائي، والأقمار الاصطناعية لرصد الأرض.
تبدأ الرحلة الفضائية عادة بإطلاق الصاروخ، وهذا ما يزوّد الرحلة بالدفع الأولي للتغلب على قوة الجاذبية ويدفع المركبة الفضائية عن سطح الأرض. وعند الوصول إلى الفضاء، تُغطى حركة المركبة الفضائية في منطقة الدراسة وتُدعى هذه العملية بالميكانيكا المدارية - سواء كانت المركبة تحت تأثير قوة الدفع أو غير مدفوعة. تبقى بعض المركبات في الفضاء إلى وقت غير محدد، ويتحطم بعضها أثناء العودة والدخول في الغلاف الجوي، ويصل البعض الآخر من المركبات إلى سطح قمري أو كوكبي، إذ يهبط عليه أو يصطدم به.

## التاريخ
يعتبر العالم الروسي قسطنطين تسيولكوفسكي أول منظر واقعي لفكرة السفر إلى الفضاء. وقد نشر كتاب عن الموضوع في سنة 1903 يدعى (استكشاف الفضاء عن طريق ماكينات رد الفعل). ولكن أفكاره لم تنتشر خارج روسيا.
أصبح السفر للفضاء ممكنا هندسيا بعد أن نشر العالم روبرت جوددارد في العام 1919 ورقة علمية بعنوان 'طرق الوصول إلى ارتفاعات هائلة' حيث ناقش فكرة استخدام صاروخ بوقود سائل. أيضا أثبت في المعمل أن هذه الصواريخ ستعمل في الفضاء وكان معظم العلماء في ذلك الوقت لا يصدقون أن هذا ممكن. لعبت هذه الورقة العلمية دورا هاما في رحلات الفضاء.
أول صاروخ يصل للفضاء على ارتفاع 189 كيلومتر كان الصاروخ الألماني فاو-2 في العام 1944. في العام 1957 أطلق الاتحاد السوفيتي أول قمر صناعي سبوتنك 1 الذي يعتبر أول جسم يتم إرساله إلى الفضاء. وفي عام 1961 أرسل السوفييت أول إنسان للفضاء وهو يوري جاجارين.
حتى الآن تعتبر الصواريخ هي الوسيلة الوحيدة للوصول للفضاء، أما الطائرات ذات المحركات النفاثة فتسقط قبل الوصول بقليل إلى المدار الفضائي.

## المراحل

### الإطلاق

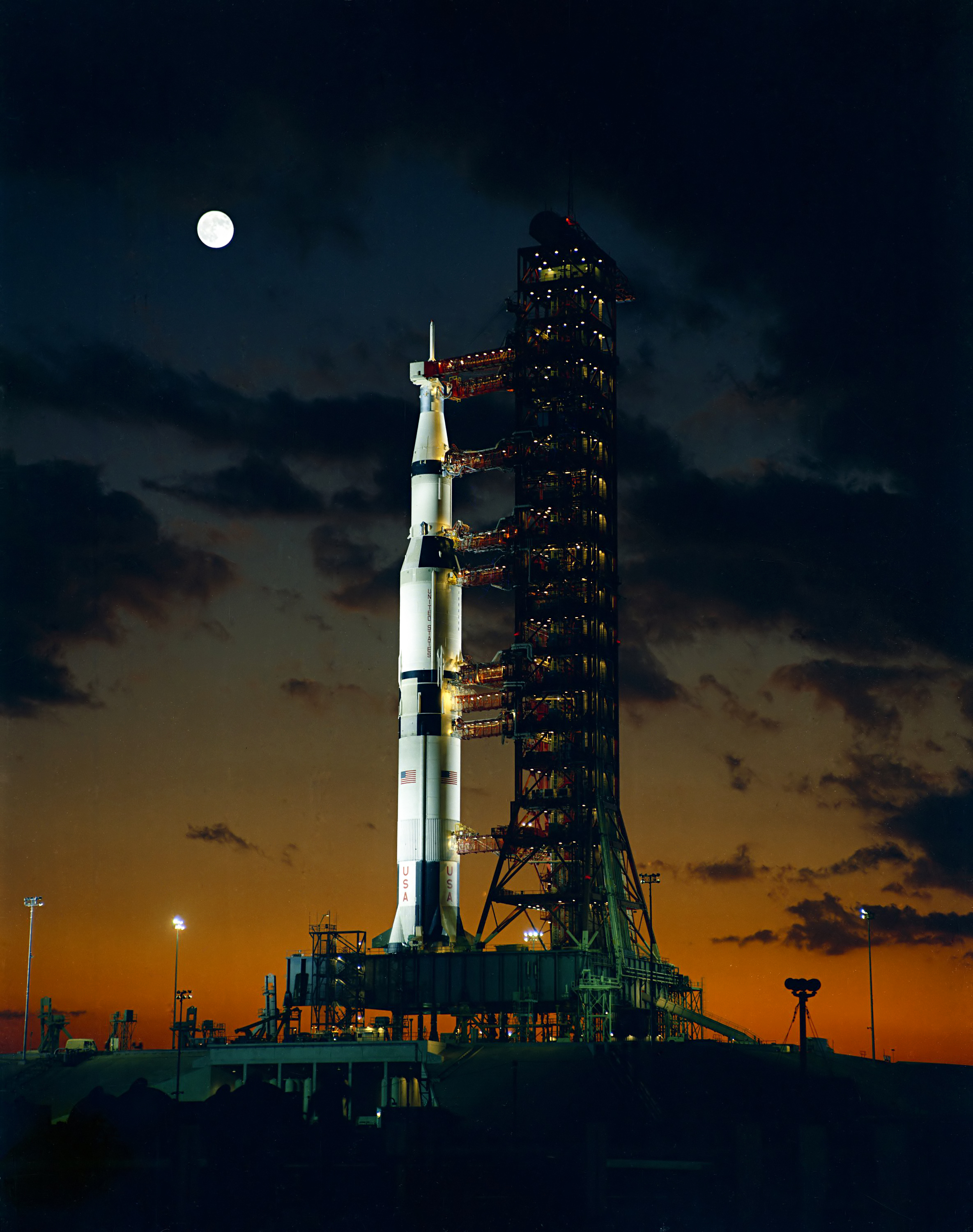
الصاروخ ساتورن على منصة الإطلاق

إنّ الصواريخ هي الوسائل الوحيدة حاليًا القادرة على الوصول إلى المدار أو لما بعده. لم تُبنَ حتى الآن تقنيات إطلاق فضائي غير صاروخي، أو ما زالت غير قادرة الوصول إلى السرعة المدارية. يبدأ الإطلاق الصاروخي لرحلة الفضاء عادةً من ميناء فضائي (كوسمودروم)، مزود بمجمعات ومنصات للإطلاق خاصة بعمليات الإطلاق العمودية، بالإضافة إلى مدرجات لإقلاع وهبوط الطائرات الحاملة والمركبات الفضائية ذات الأجنحة. تقع موانئ الفضاء بعيدًا عن الوجود السكاني لأسباب تتعلق بالضجيج والسلامة. يوجد العديد من منشآت الإطلاق الخاصة بالصواريخ البالستية العابرة للقارات.
إنّ الإطلاق مقيد غالبًا بنوافذ إطلاق محددة. تتوقف هذه النوافذ على مواقع الأجسام السماوية والمدارات بالنسبة لموقع الإطلاق. إنّ التأثير الأكبر في الغالب هو دوران الأرض نفسها. عند الإطلاق، تكون المدارات واقعة عادةً ضمن مستويات مسطحة ثابتة نسبيًا بزاوية ثابتة بالنسبة لمحور الأرض، وتدور الأرض ضمن هذا المدار.
منصة الإطلاق عبارة عن هيكل ثابت مصمم لإطلاق المركبات المُجوقلة. تتكون بشكل عام من برج الإطلاق وخندق اللهب. تُحيط بها المعدات المستخدمة لجعل مركبات الإطلاق في وضع منتصب، وتزويدها بالوقود، وصيانتها. يمكن أن يصل وزن الصاروخ قبل الإطلاق إلى مئات الأطنان. بلغ وزن مكوك الفضاء كولومبيا في رحلته إس تي إس1 عند الانطلاق 2030 طن (4480000 رطل).

### بلوغ الفضاء
يتضمن التعريف الأكثر شيوعًا للفضاء الخارجي كل شيء يتجاوز خط كارمان، الذي يبعد عن سطح الأرض 100 كيلومتر (62 ميل). تُعرّف الولايات المتحدة الفضاء الخارجي في بعض الأحيان على أنه كل شيء يتجاوز ارتفاع 50 ميل (80 كيلومتر).
تُعد الصواريخ الوسائل العملية الوحيدة لبلوغ الفضاء. لا تستطيع محركات الطائرات التقليدية الوصول إلى الفضاء بسبب نقص الأكسجين. تنفث محركات الصواريخ وقود الدفع لتوفير قوة دفع إلى الأعلى وتوليد قيمة دلتا في (التغير في السرعة) كافية للوصول إلى المدار.
أمّا بالنسبة لأنظمة الإخلاء الخاصة بأنظمة الإطلاق المأهولة، فهي مُكيفة للسماح للرواد بالإجلاء في حالة الطوارئ.

### ترك المدار
الوصول إلى مدار ليس ضروري في الرحلات القمرية أو الرحلات إلى كواكب أخرى. كانت المركبات الفضائية الروسية تصل إلى ارتفاعات هائلة بدون الدخول في مدار. كانت ناسا قد قررت في البداية إرسال رحلات مباشرة إلى القمر بدون الدخول في أي مدار ثم عدلت هذا الإستراتيجية فتبنت فكرة الدخول في مرأب مداري ومن ثم الانطلاق إلى القمر. هذه الطريقة كانت تستهلك كمية أكبر من الوقود.

### ديناميكا الفضاء
ديناميكا الفضاء أو الاسترودايناميك هي دراسة مسارات المركبات الفضائية وعلاقتها بقوة الجاذبية والدفع. معرفة قواعد ديناميكا الفضاء تساعد على تحقيق وصول المركبات الفضائية لهدفها في الوقت المحدد وباستخدام أقل قدر ممكن من الوقود.